# August Antoni Jakubowski
August Antoni Jakubowski (ur. ok. 1815 na Podolu, zm. 25 kwietnia 1837 w Northampton w USA) – polski poeta, uczestnik powstania listopadowego. Syn poety Antoniego Malczewskiego z nieprawego łoża. Bratanek generała Konstantego Malczewskiego.
Jego matka jest jak dotąd nieznana. Otrzymał staranne wychowanie, co może świadczyć o dobrym pochodzeniu matki.
W wieku 16 lat wziął udział w powstaniu listopadowym. Potem udał się na emigrację za ocean. Krewnym, którego szukał w Meksyku był jego stryj i wojskowy Konstanty Malczewski.
Zmarł stosunkowo młodo wskutek choroby w Northampton w Stanach Zjednoczonych. „Młoda Polska” w numerze z 10 września 1838 zamieściła jego nekrolog oraz wiersz do matki.

## Wywód genealogiczny
| 4. Jan Józef Malczewski                        |  |                      |  |  |                             |
|                                                |  | 2. Antoni Malczewski |  |  |                             |
| 5. Konstancja Błeszyńska, primo voto Haumanowa |  |                      |  |  |                             |
|                                                |  |                      |  |  | 1. August Antoni Jakubowski |
| 6. NN                                          |  |                      |  |  |                             |
|                                                |  | 3. NN                |  |  |                             |
| 7. NN                                          |  |                      |  |  |                             |
|                                                |  |                      |  |  |                             |

## Dzieła
- August Antoni Jakubowski, Poezje, Wydawnictwo Literackie, Warszawa 1973.